# Eric Herbert Cokayne Frith
Sir Eric Herbert Cokayne Frith, britanski general, * 1897, † 1984.